# Callipogonius hircinus
Callipogonius hircinus är en skalbaggsart som först beskrevs av Bates 1885.  Callipogonius hircinus ingår i släktet Callipogonius och familjen långhorningar.
Artens utbredningsområde är Honduras. Inga underarter finns listade.